# Замовляння
Замовля́ння, замо́ви, заклина́ння, заклика́ння, розм. загово́ри — жанр словесного фольклору, усталені вислови, речитативні, переважно віршовані тиради, що супроводжують магічні дії, рухи їх виконавців — знахарів (від «знати»), відьом чи відьмаків (від давнього «відати» — знати), чарівників, ворожбитів, шептух тощо і виражають їх бажання вплинути на природу, на людину і її стосунки з оточенням у відповідному напрямку (доброму або злому) (в давнину вважали що заклинання це магічний вірш від якого можуть сповнитись якісь магічні дії).

## Опис
Замовляння — це словесна формула усної народної творчості, якою супроводжувались обряди та ритуали, і котра мала магічну силу та здатність впливати на світ людей.
Комунікативна мета — спонукати адресата до певної дії, тобто до відповідної, адекватної поведінки, до зміни поведінки на краще або вберегти адресата від неналежної поведінки; загальний комунікативний смисл, що передбачає вплив на поведінку адресата та вплив на ставлення адресата до певної події.
Інформаційна мета — пред'явлення інформації та спосіб вирішення проблеми. В українських замовляннях функціонують типи зачинів: формули привітання, молитовні зачини, спонукальні формули, конструкції, що повідомляють про словесні дії адресанта, у яких констатується перебування магічної істоти у відповідному місці щодо мовця. Повідомляють про наявність проблеми та способи їх вирішення (хвороба, захист тощо).
Етикетні — привітання у формулах замовлянь на початку тексту.
·   1. звернення до земних стихій: «Добридень кринице-вдовице! / Земля Тетяна, вода Оліяна!», «Добридень, вода йорданна!»
·   2. звернення до небесних стихій: «Добрий день тобі, сонечко красне…. Добридень сестриці-зоряниці, ви, Божі угодниці».
·        3.Звернення до дерев: «Вечір добрий, дубе, березо!»
·        4. Звернення до свійських тварин: «Добридень тобі, коровице-буйволице!»
·        5. Звернення до берега: «Добридень Іван Берег, наповняєш землю травою…»
·        6. Звернення до комах: «День добре, пчоли, соколові очі…»
Серед прощань слід виділити часту кінцівку у замовляннях — «амінь».
Особливим елементом структури замовлянь є звертання. Це основний мовний засіб для уособлення й персоніфікації, виступають мовним засобом організації тексту. У лікувальних замовляннях «Золотний-золотниче! Чого ти забувся, з свого міста звалився? Чи ти панський, чи ти циганський, чи ти попівський, чи жидівський?…».
Імперативні — загальне значення спонукання до дії в замовляннях конкретизується як наказ, прохання, пропозиція. Значення наказу мають тексти лікувальних замовлянь, що позначені на вигнання хвороби.
Зустрічаються імперативи «іди», лексеми «відійди», «відкинься/відпади»: «… Іди собі в очерета, іди в болота. Там тобі кроваті тесові, подушки пір'яні, перини пухові, напитки медові…», «Йдіть собі де люди не ходять», «Вийди із раба Божого, хрещеного, іменованого, а ви, всі святі, поможіть мені.».
Часто значення прохання в замовляннях є через звернення до Бога та святих. Адресант просить допомогти у якість дії. Простежуються синтаксичні конструкції дієсловами «поможи», «пошли на поміч», «зціли» — «Святий Антипію, сціли немощі мої…».
У лікувальних замовляннях адресант звертається до хвороби як до живої істоти, забороняючи їх виконувати певні дії: «Вразе-Денисе, тут тобі не бути, на місці не стояти, я тебе отпихаю і на місце посилаю.».
Первісно основою замовлянь були обрядові, магічні дії, імітаційні рухи, можливо, без слів. Пізніше словесний супровід стає головним, набуває самостійного значення. Замовляння компонуються переважно за принципом асоціювання ідеї (поняття) паралельних рядів: причина і наслідок, предмет і його образ (назва, зображення, людина і її ім'я чи якась річ). Замовляння відбивають язичницький світогляд, у них часто фігурують небесні світила, природні стихії, фантастичні місцевості, предмети, істоти тощо, але в добу християнства «в заговірні формули ввійшло дуже багато книжних християнських і апокрифічних елементів, цілі частини християнських і єретичних молитов і призивів, без яких теперішні заговори рідко коли обходяться» (Ф. Колесса).
Основний зміст замовляння складає звернення до якоїсь вищої сили, яка б дарувала щось бажане, перелік різних причин хвороби і частин тіла, через які вона відійшла до недужого і через які з наказу знахаря повинна вийти. Хвороба трактується виключно як наслання злої демонічної сили, що її в імперативній формі вигонить чарівник (наказова форма — суттєва відмінність замовляння від молитви): «Я тебе візиваю, я тебе викликаю: розійдиси, розтечиси, єк піна по воді, єк роса по траві, єк мла ділами, єк дух губами!» Зміст у ритуальних замовляннях може бути різним: господарський, лікувальний, родинно-побутовий, соціальний. Загальна схема замовлянь  - це перелік нових і нових епізодів, які зіставляються, нанизують один на одного. Ці рецитації поєднуються собою на основі риторичної рими, тому магічні формули можуть як звужуватися, так і розширюватися.
Виділяють два типи замовлянь:
·        1. В основі яких лежить принцип паралелізму: порівняння висловлене в позитивній чи негативній формі;
·        2. Замовляння-формули лікарської поради. Де у центрі виділена людина, як носій певної хвороби, де хвороба є уособленням живої істоти. При лікуванні таких хвороб тут діє принцип «абракадабри» — тобто нашіптування, накази, описові формули, за допомогою яких мовець проганяє хворобу.
У замовлянні багата, розмаїта поетика, ритміка, поетичний синтаксис (анафора, риторичні звертання і запитання, різні види художнього паралелізму тощо). Вражають яскравістю образів і навіть ліризмом, особливо поетичні дівочі замовляння:
Добрий день тобі, сонечко ясне,
Ти святе, ти ясне прекрасне,
ти чисте, величне й поважне;
ти освіщаєш гори і долини і високії могили, ти могутнє, ти найліпше!
освіти мене, рабу Божу, перед усім миром:
перед панами, перед царями,
перед усім миром християнським
добротою, красотою,
любощами й милощами Щоб святішою від всіх і найліпшою:
щоб не було ні любішої, ні милішої: од раби Божої народженої, хрещеної (Марії).
Як ти ясне, величне, прекрасне,
щоб і я така була ясна, велична, прекрасна
перед усім миром християнським на віки віков, амінь.
Відгомін мовно-стильових особливостей, ритмомелодики замовлянь, зокрема прокльонів і голосінь, виразно відчутний у каскадах інвектив Івана Вишенського, в антивоєнних новелах Марка Черемшини, творах М. Коцюбинського, О. Довженка, творах-молитвах Катерини Мотрич.
Первісною основою замовлянь були прості рухи без слів. Пізніше до тих дійств додаються слова, що виражаються необхідністю творення повноцінного ритуалу. До реактивних чинників у виникненні жанру замовлянь можна віднести потрібність використання мови, задля досягнення мети. Тобто аби замовляння набуло чинного характеру, потрібно створити його правильно. Першочерговим чинником була мова — запити, прохання, вимоги, що супроводжувалися іншими ритуальними дійствами. Адже без мови, «чарівних» слів, замовляння не набуло б чинності. Отже, потрібно було щось сказати, аби отримати бажане: « Дай мені, Зоре ясная сили, а ви, сестриці-молодиці, краси небесної…», численні звертання «Сонце красноє, вода чистая…». У добу християнства замовляння мали особливий статус — від «нечистого», їх творців і виконавців переслідували. Адже замовляння виникли раніше від цієї релігії і, як відзначив О. Потебня, «стоять поза сферою богошанування».
Збирання і вивчення замовлянь ускладнювало ще й те, що професійні знахарі та ворожбити зберігали їх у таємниці. Перше зібрання замовлянь помістив у своєму корпусі П. Чубинський («Труды этнографическо-статистической экспедици…» — СПб., 1872. — Т.І, вып. І). Незалежно від Чубинського перший окремий збірник замовлянь уклав і видав етнограф П. Єфименко («Сборник малороссийских заклинаний». — М., 1874, 212 зразків). Цінні добірки і відомості про замовляння є в працях М. Драгоманова «Малорусские народные предания и рассказы» (К., 1876), В. Антоновича «Чари на Україні» (переклав В. Гнатюк. — Львів, 1905), В. Шухевича «Гуцульщина» (ч. ІІІ, Львів, 1902), Я. Новицького «Малорусские народные заговоры, заклинания, молитвы и рецепты, собранные в Екатеринославщине» (Екатеринослав, 1913).
Першу бібліографію замовлянь уклав М. Сумцов («Заговоры». — Харків, 1892).

### Монографії
- Сборник малороссийских заклинаний / Общество истории и древностей российских; уклад. П. Ефименко. — М.: Унив. тип., 1874. — 78 с.(рос. дореф.)(укр.)
- Знахарство, молитвы, заговоры и пародии их // Драгоманов М. Малорусские народные предания и рассказы / Юго-Зап. Отд. Императ. Рус. Геогр. О-ва. — Киев: Тип. М. П. Фрица, 1876. — 434 c. — C. 24—37.(рос. дореф.)(укр.)
- Иванов П. И. Знахарство, шептанье и заговоры (В Старобельском и Купянском уездах Харьковской губернии) // Киевская старина. № 12 (декабрь). — К.: Тип. Г. Т. Корчак-Новицкого, 1885. — С. 730—744.(рос. дореф.)(укр.)
- Сумцов Н. Ф. Заговоры. Библиографический указатель // Сборник Харьковского историко-филологического общества. Том 4. — Харьков: тип. К. Счасни, 1892. — С. 258—273.(рос. дореф.)
- Короленко П. П. Черноморские заговоры // Сборник Харьковского историко-филологического общества. Том 4. — Харьков: тип. К. Счасни, 1892. — С. 274—282.(рос. дореф.)(укр.)
- Гаврилов М. Заговоры из Городищенского и Черниговского уездов Черниговской губернии (доставлены П. С. Ефименком) // Сборник Харьковского историко-филологического общества. Том 4. — Харьков: тип. К. Счасни, 1892. — С. 283—284.(рос. дореф.)(укр.)
- Ефименко П. С. Сборник Ирины Антоновны Семенцовой, доставленый из с. Будниц Кролевецкого уезда Черниговской губернии // Сборник Харьковского историко-филологического общества. Том 4. — Харьков: тип. К. Счасни, 1892. — С. 284—288.(рос. дореф.)(укр.)
- Короленко П. П. Черноморскіе заговоры; Ефименко П. С. Заговоры изъ Городищенскаго и Черниговскаго уѣздовъ Черниговской губ.; Линда М. Д. Сборникъ Ирины Антоновны Семенцовой, доставленный изъ с. Будницъ Кролевецкаго уѣзда Черниговской губ.; Любицкий И. Ф. Нѣсколько заговоровъ // Сборник Харьковского историко-филологического общества. Том 4. — Харьков: тип. К. Счасни, 1892. — С. 274—290.(рос. дореф.)(укр.)
- Володимир Антонович. Чари на Україні / Пер. В. Гнатюк. — Львів: З друк. НТШ, 1905. — 78 c. — (Літературно-наукова бібліотека; ч. 114).
- Українські замовляння / Упоряд. М. Н. Москаленко; Авт. передм. М. О. Новикова. — Київ: Дніпро, 1993. — 309 с. — ISBN 5-308-01357-8
- Таланчук О. М. Українські чари. — Київ: Либідь, 1992. — 96 с. — ISBN 5-325-00239-2.

### Довідники
- Г. К. Бостан, І. М. Зварич. Замовляння // Енциклопедія сучасної України / ред. кол.: І. М. Дзюба [та ін.] ; НАН України, НТШ. — К. : Інститут енциклопедичних досліджень НАН України, 2001–2024. — ISBN 966-02-2074-X.
- Замовляння // Українська мала енциклопедія : 16 кн. : у 8 т. / проф. Є. Онацький. — Накладом Адміністратури УАПЦ в Аргентині. — Буенос-Айрес, 1959. — Т. 2, кн. 4 : Літери Ж — Й. — С. 466-467. — 1000 екз.
- Замовляння // Лексикон загального та порівняльного літературознавства / голова ред. А. Волков. — Чернівці : Золоті литаври, 2001. — С. 213. — 634 с.
- Замовляння // Літературознавча енциклопедія : у 2 т. / авт.-уклад. Ю. І. Ковалів. — Київ : ВЦ «Академія», 2007. — А — Л. — С. 380.
- Відлякування // Літературознавча енциклопедія : у 2 т. / авт.-уклад. Ю. І. Ковалів. — Київ : ВЦ «Академія», 2007. — А — Л. — С. 180.
- Закляття // Літературознавча енциклопедія : у 2 т. / авт.-уклад. Ю. І. Ковалів. — Київ : ВЦ «Академія», 2007. — А — Л. — С. 379.

### Статті
- Антонович В. Б. Заклинания против чар // Этнографическое обозрение. Кн. V. 1890. № 2 / Под ред. Н. А. Янчука. — М.: Типография А. А. Левенсона, 1890. — С. 72—76.(рос. дореф.)(укр.)
- Заклинание общее, от всех болезней // Чубинский П. П. Труды этнографическо-статистической экспедиции. — Т. 1. вып. І. — СПб.: Тип. В. Безобразова и Комп., 1872. — С. 111.(рос. дореф.)(укр.)
- Заклинания от уроков // Чубинский П. П. Труды этнографическо-статистической экспедиции. — Т. 1. вып. І. — СПб.: Тип. В. Безобразова и Комп., 1872. — С. 132—134.(рос. дореф.)(укр.)
- Заклинания, относящиеся к животным // Чубинский П. П. Труды этнографическо-статистической экспедиции. — Т. 1. вып. І. — СПб.: Тип. В. Безобразова и Комп., 1872. — С. 68—69.(рос. дореф.)(укр.)
- Новицький Я. П. Малорусскіе народные заговоры, заклинанія, молитвы и рецепты, собранные въ Екатеринославщинѣ // Летопись Екатеринославской ученой архивной комиссии. Вып. 9 / Изд. под ред. А. Синявского. — Екатеринослав: Типография Губернского Земства, 1913. — С. 59-98.(рос. дореф.)(укр.)